# Nemanja Vidić
Nemanja Vidić (Užice, Sèrbia, 21 d'octubre de 1981) és un exfutbolista professional serbi que jugava de defensa interior. També va ser internacional amb la selecció sèrbia entre 2002 i 2011.

## Trajectòria
Nemanja Vidić va començar la seva carrera professional a l'Estrella Roja de Belgrad. Abans de complir els quinze anys va signar amb el club la seva participació en les lligues juvenils. El 2000 va aconseguir entrar a les lligues professionals, sent cedit al club Spartak Subotica de la tercera divisió sèrbia. Al final de la seva cessió el 2001, va tornar a l'Estrella Roja de Belgrad on finalment va jugar per al club a la lliga professional, participant així en la primera divisió de la lliga serbo-montenegrina. A la temporada 2001-02 va guanyar amb el seu equip la Copa de Iugoslàvia, que posteriorment li valdria el dret a portar la banda de capità del club. Durant els seus tres anys com a capità de l'Estrella Roja de Belgrad va marcar 12 gols en 67 partits jugats, duent així al club a proclamar-se campió doble al final de la temporada 2003-04. Els campionats nacionals guanyats van ser la Superlliga i la Copa de Sèrbia i Montenegro.
El juliol de 2004 es va unir al FC Spartak Moscou de la Lliga Premier de Rússia a través d'un traspàs que va ser qualificat com el fitxatge més costós en la història de la lliga russa. Després de jugar dues temporades al club de Moscou, el 5 de gener de 2006, Vidić va signar el seu contracte amb el Manchester United FC de la FA Premier League, mitjançant un traspàs aproximat de set milions de lliures esterlines. En la seva primera temporada va guanyar la seva primera lliga anglesa quan el Manchester United va guanyar la FA Premier League 2006-2007. A la temporada 2007-2008, va obtenir la seva segona lliga a la Premier League i també es va proclamar guanyador de la Champions League.
Després d'una extensió de dos anys en el seu contracte, Vidić podria estar al Manchester United FC com a mínim fins al 2012.
El 5 de març de 2014 es va anunciar que, després d'acabar-se el seu contracte amb el Manchester United FC el juny del mateix any, Vidić deixava el club anglès per a començar una nova etapa a l'Inter de Milà.
El 4 de juliol de 2014 es va oficialitzar a la pàgina web de l'Inter de Milà l'arribada de Vidić al club italià.
Durant la pretemporada va tenir un paper primordial en el nou equip milanès. A la primera jornada de la Serie A va ser expulsat per aplaudir irònicament la decisió de l'àrbitre. Les seves aparicions amb els neroazzurri eren de gran nivell, però el paper que va tenir a la temporada l'Inter de Milà va ser molt discret provocant la destitució del seu tècnic. Amb l'arribada a la banqueta de Roberto Mancini, Nemanja Vidic va començar a tenir un rol secundari a causa de les seves lesions però, sobretot, degut al canvi de formació del tècnic italià. Les seves actuacions continuaven a un bon nivell arribant a ser escollit MVP en diverses ocasions, però la manca de resultats de l'equip va provocar que se li atorgués la figura de massa expectativa i poc rendiment, tot i no ser veritablement així.
Al final de la temporada es va sotmetre a una operació de l'esquena per una hernia discal el que el tindria apartat entre 4 i 6 mesos dels terrenys de joc, és a dir fins al desembre aproximadament del 2015, on ja s'especulava amb el seu retorn a la Premier League. Quan va rebre l'alta esportiva i ja es tenia contacte amb diversos equips entre els quals destacava l'interès de l'Everton, Nemanja va decidir retirar-se a conseqüència del patiment de totes les lesions al llarg de la seva carrera.

## Clubs
| Club                                                     | País       | Any                 |
| -------------------------------------------------------- | ---------- | ------------------- |
| Estrella Roja de Belgrad FK Spartak Subotica (en cessió) | Sèrbia     | 2000-2004 2000-2001 |
| FC Spartak Moscou                                        | Rússia     | 2004-2006           |
| Manchester United FC                                     | Anglaterra | 2006-2014           |
| Inter de Milà                                            | Itàlia     | 2014- 2016          |

## Palmarés

### Campionats nacionals
| Títol                       | Club                     | País       | Any     |
| --------------------------- | ------------------------ | ---------- | ------- |
| Copa de Sèrbia i Montenegro | Estrella Roja de Belgrad | Sèrbia     | 2002    |
| Lliga de Sèrbia i Montengro | Estrella Roja de Belgrad | Sèrbia     | 2004    |
| Copa de Sèrbia i Montenegro | Estrella Roja de Belgrad | Sèrbia     | 2004    |
| Carling Cup                 | Manchester United FC     | Anglaterra | 2006    |
| FA Premier League           | Manchester United FC     | Anglaterra | 2007    |
| Community Shield            | Manchester United FC     | Anglaterra | 2007    |
| FA Premier League           | Manchester United FC     | Anglaterra | 2008    |
| Community Shield            | Manchester United FC     | Anglaterra | 2008    |
| Carling Cup                 | Manchester United FC     | Anglaterra | 2009    |
| FA Premier League           | Manchester United FC     | Anglaterra | 2009    |
| Community Shield            | Manchester United FC     | Anglaterra | 2010    |
| FA Premier League           | Manchester United FC     | Anglaterra | 2010-11 |
| Community Shield            | Manchester United FC     | Anglaterra | 2011    |

### Copes internacionals
| Títol                 | Club                 | País       | Any  |
| --------------------- | -------------------- | ---------- | ---- |
| UEFA Champions League | Manchester United FC | Anglaterra | 2008 |
| Copa Mundial de Clubs | Manchester United FC | Anglaterra | 2008 |

### Distincions individuals
- PFA Premier League Equip de l'Any: 2006, 2007, 2008, 2010
- Jugador Serbi de l'Any (a l'estranger): 2005, 2007
- Fifa FIFPro XI de l'any 2008-09, 2010-11
- ESM Team of the Year: 2006-07, 2008-09, 2010-11
- Millor Jugador de l'any Premier League 2008-09, 2010-11
- Team of the 20 years Premier League XI
- Jugador amb més victòries al Manchester United (71%): 2013